# Maurice Mouflard
Maurice Mouflard (* um 1910; † unbekannt) war ein französischer Jazztrompeter und Bandleader.

## Leben und Wirken
Mouflard spielte ab den frühen 1930er-Jahren im Orchester von Michel Warlop, mit dem auch 1934 Aufnahmen mit Germaine Sablon („Je voudrais vivre“), Pierre Allier & Aimé Simon-Girard („Cocktails for Two“) und Django Reinhardt („L'amour en fleur“) entstanden; außerdem wirkte er bei Plattenaufnahmen von Hubert Rostaing („Horizons/Champs-Elysees“, Swing, 1941), der Hot Club Swing Stars („Swinging at the Sugar Bowl“) Jerry Mengo/Serge Glykson („J'attendrai“) und Charles Trenet mit. Ab den späten 1940er-Jahren leitete er in Paris eigene Formationen, mit denen er in Nachtclubs wie Cabane Cubaine und Melody auftrat. In seinen Bands spielten u. a. William Boucaya, Georges Jouvin und André Paquinet. Im November 1959 begleitete Mouflards Orchester Charlie Parker als Gastmusiker; das Konzert wurde im Rundfunk übertragen.  Mouflard nahm auch einige Singles auf wie die Swingnummer „Good, Good, Good“ (Arrangement Bill Finegan, 1948), die Glenn-Miller-Nummer „Pennsylvania 6-500“ (1948), „Hamp's boogie-woogie“ (Disques Selmer) oder „Les souvenirs sont faits de ça“ (eine französische Coverversion von Memories Are Made of This, 1956). Im Bereich des Jazz war er zwischen 1934 und 1960 an 25 Aufnahmesessions beteiligt.